# Gruppo ossidrilico

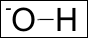
Struttura dello ione idrossido

Il gruppo idrossile (gruppo idrossilico o idrossile secondo la nomenclatura IUPAC, o impropriamente ossidrile o ossidrilione) è un gruppo funzionale di formula -OH caratteristico di idrossidi, alcoli e fenoli, ma presente anche nel gruppo acido carbossilico (-COOH).
L'anione ad esso corrispondente, chiamato ione idrossido o ione idrossile, ha formula chimica {\displaystyle {\ce {OH-}}} ed è responsabile della basicità, sia secondo la definizione ormai obsoleta di Arrhenius, sia secondo la più moderna teoria di Brønsted-Lowry delle sostanze chimiche, dotate di proprietà acido/base.
Lo ione idrossido è costituito da un atomo di ossigeno ed uno di idrogeno, per cui deriva da una molecola di H2O privata di uno ione idrogeno H+.

## L'idrossile come gruppo funzionale

### Nei composti inorganici
Il gruppo idrossilico è presente in ogni soluzione il cui soluto sia un idrossido e anche all'interno dei reticoli cristallini degli idrossidi ionici.
Il gruppo idrossido è il gruppo che caratterizza le basi sia forti, sia deboli: principali esempi sono l'idrossido di sodio (NaOH) e l'idrossido di potassio (KOH). In soluzione queste basi forti si ritrovano completamente dissociate nei loro cationi e anioni idrossido, i quali conferiscono basicità alla soluzione. Tuttavia anche le basi deboli o i sali debolmente solubili, danno luogo alla formazione di ioni idrossido.
Anche gli acidi possono possedere uno o più gruppi idrossido, ma questi composti, piuttosto che liberare OH-, trattengono l'ossigeno che scinde il suo legame con l'idrogeno, liberando in tal modo il caratteristico ione idrossonio, semplificato in H+. Ad esempio, l'acido nitrico HNO3 possiede un solo gruppo -OH dissociabile ed è perciò detto "monoprotico", mentre l'acido solforico H2SO4 possiede due gruppi -OH dissociabili e perciò costituisce un acido "diprotico"; l'unico acido "triprotico" significativo è l'acido fosforico H3PO4.

### Nei composti organici
Nei composti organici il gruppo idrossilico è un radicale (•OH) ed è contenuto in composti come alcoli o fenoli (se aromatici col gruppo idrossile legato ad un carbonio dell'anello). Gli alcoli più semplici hanno la formula CnH2n+1-OH. Nella figura di seguito vengono indicate le formule di struttura generiche degli alcoli primari, secondari e terziari (i quali si differenziano per il numero di gruppi idrocarburici presenti):
Si parla inoltre di dioli, trioli e polioli per indicare composti organici contenenti due, tre o molti gruppi idrossilici.

Un diolo (2,5-esandiolo).

Il gruppo idrossilico è un gruppo reattivo molto particolare, in quanto può effettuare sia dissociazione acida, che dissociazione basica:
- la prima (dissociazione acida) prevede l'eliminazione di H+ con formazione di composti chiamati alcolati o alcossidi quando all'idrogeno si va a sostituire un metallo;
- la seconda (dissociazione basica) vede la formazione di un carbocatione, in quanto il gruppo ossidrilico è caricato negativamente.

## Ione idrossido e basicità
Lo ione idrossido viene utilizzato in chimica per calcolare il pOH di una soluzione (pari a 14-pH). Il procedimento è uguale a quello per il calcolo del pH: si calcola il logaritmo decimale negativo (i.e. co-logaritmo) della concentrazione degli ioni OH- all'interno della soluzione. In linguaggio più prettamente matematico:
{\displaystyle \mathrm {pOH} =-\log(\mathrm {OH} ^{-})}
Ad esempio, se in una data soluzione la concentrazione di ioni {\displaystyle {\ce {OH^{-}}}} è di
{\displaystyle 1\cdot 10^{-5}}
non si fa altro che calcolarne il logaritmo decimale negativo, ovvero
{\displaystyle \mathrm {pOH} =-\log(1\cdot 10^{-5})=5}
Quindi il pOH della soluzione in esame corrisponde a 5, che equivale ad un pH di 9 (14 - 5 = 9).
L'anione idrossido è la componente principale degli idrossidi; infatti queste sostanze sono sempre formate da uno ione positivo (monoatomico o poliatomico) e da OH-. Per questo motivo, tutti gli idrossidi sono basi, e in particolare quelli che hanno come cationi i primi metalli alcalini e alcalino-terrosi sono basi forti (con ioni solvatati in soluzione):
{\displaystyle {\ce {NaOH->aggiunta\,di\,H2O(l)->Na^{+}(aq)\ +\ OH^{-}(aq)}}}
Non per questo motivo, però, tutte le basi sono idrossidi: ce ne sono infatti alcune, come l'ammoniaca (base di Lewis), che mancano completamente dell'ossigeno (uno degli atomi costituenti lo ione idrossido), ma che hanno comunque carattere basico perché capaci di sottrarre all'acqua (o ad altre sostanze acide) uno ione H+:
{\displaystyle {\ce {NH3(aq)\ +\ H2O(l)<=>NH4^{+}(aq)\ +\ OH^{-}(aq)}}}
Ma la concentrazione degli ioni idrossido nel primo caso è molto maggiore rispetto al secondo (poiché la prima reazione presenta un equilibrio completamente spostato verso i prodotti); quindi, sarà maggiore anche la sua basicità,  mentre il pOH risulta inferiore, siccome questi dipendono dal suddetto valore, esprimibile anche come [OH-]. Il suo pH, invece, sarà più alto.

## Radicale idrossilico
Il radicale idrossilico, •OH, equivale alla forma neutra dello ione idrossido (in pratica 1 elettrone in meno). I radicali idrossilici sono molto reattivi e dunque presentano una emivita molto breve, malgrado giochino un ruolo fondamentale nella chimica dei radicali.